# Мельничук Михайло Васильович
Михайло Васильович Мельничук (4 серпня 1948 — 25 жовтня 2009) — народний депутат України 4-го та 5-го скликань, секретар політради Соціалістичної партії.

## Життєпис
Народився 4 серпня 1948 року у с. Гримешти, Бричанський район, Молдова. Освіта вища, закінчив Кам'янець-Подільський сільськогосподарський інститут, агроном.
У 1968 році працював агрономом у колгоспі «Більшовицька правда».
1968—1970 рр. — служба в армії.
1970—1971 рр. — агроном з захисту рослин, колгосп «Більшовицька правда», с. Несвоя Новоселицького району (Чернівецька область).
1971—1977 рр. — заступник голови, колгосп «Іскра», с. Балківці Новоселицького району.
1977—1983 рр. — голова, колгосп «60 років Великого Жовтня», с. Балківці Новоселицького району.
1983—1988 рр. — голова, Новоселицьке районне агропромислове об'єднання.
1988—1991 рр. — заступник голови Чернівецького облагропрому. 1991—1993 рр. — генеральний директор, спільне підприємство «Буковинський сад».
1993—1998 рр. — голова селянської спілки «Прогрес», с. Чорнівка Новоселицького району.
1998—2002 рр. — голова Новоселицької райради.
Депутат Верховної Ради України IV скликання. Голова підкомітету з питань діяльності органів місцевого самоврядування Комітету з питань державного будівництва та місцевого самоврядування. Член Комітету з питань аграрної політики та земельних відносин.
Народний депутат України V скликання, секретар Політради СПУ з питань організаційно-партійної, кадрової роботи та фінансової діяльності партії.
Член СПУ, до грудня 2006 року займав посаду секретаря Політради СПУ з організаційно-партійної та кадрової роботи. Володіє румунською, молдавською мовами.
Орден «Знак Пошани» (1980). Орден «За заслуги» III ст. (2005).
Помер під час роботи другого етапу XV з'їзду Соціалістичної партії України 25 жовтня 2009.

## Виноски
1. ↑  http://w1.c1.rada.gov.ua/pls/radac_gs09/d_index_arh?skl=4
2. ↑  http://w1.c1.rada.gov.ua/pls/radac_gs09/d_index_arh?skl=5
3. ↑  Указ Президента України від 23 серпня 2005 року № 1193/2005 «Про відзначення державними нагородами України з нагоди 14-ї річниці незалежності України»
4. ↑  На з'їзді СПУ помер секретар політради партії. Архів оригіналу за 28 жовтня 2009. Процитовано 25 жовтня 2009.